# 2. Bundesliga 2016-17
La temporada 2016-17 de la 2. Bundesliga correspondió a la 43.ª edición de la Segunda División de Alemania. La fase regular comenzó a disputarse el 5 de agosto de 2016 y terminó el 21 de mayo de 2017.

## Sistema de competición
Participaron en la 2. Bundesliga 18 clubes que, siguiendo un calendario establecido por sorteo, se enfrentaron entre sí en dos partidos, uno en terreno propio y otro en campo contrario. El ganador de cada partido tuvo tres puntos, el empate otorgó un punto y la derrota, cero puntos.
El torneo se disputó entre los meses de agosto de 2016 y mayo de 2017. Al término de la temporada, los dos primeros clasificados ascendieron a la 1. Bundesliga, y el tercer clasificado disputó su ascenso con el antepenúltimo clasificado de la 1. Bundesliga. Los dos últimos descendieron a la 3. Liga y el antepenúltimo clasificado disputó su permanencia con el tercer clasificado de la 3. Liga.

## Relevo anual de clubes
| Pos  | Descendidos de la 1. Bundesliga |
| ---- | ------------------------------- |
| 17.º | Stuttgart                       |
| 18.º | Hannover 96                     |

| Pos | Ascendidos de la 2. Bundesliga |
| --- | ------------------------------ |
| 1.º | Friburgo                       |
| 2.º | RB Leipzig                     |

| Pos  | Descendidos de la 2. Bundesliga |
| ---- | ------------------------------- |
| 16.° | Duisburgo                       |
| 17.º | FSV Frankfurt                   |
| 18.º | Paderborn 07                    |

| Pos | Ascendidos de la 3. Liga |
| --- | ------------------------ |
| 1.º | Dinamo Dresde            |
| 2.º | Erzgebirge Aue           |
| 3.° | Wurzburgo Kickers        |

### Clubes participantes
| Club                   | Ciudad                  | Estadio                        | Aforo  |
| ---------------------- | ----------------------- | ------------------------------ | ------ |
| Heidenheim             | Heidenheim an der Brenz | Voith-Arena                    | 10.001 |
| Kaiserslautern         | Kaiserslautern          | Fritz-Walter-Stadion           | 49.780 |
| Union Berlín           | Berlín                  | Alte Försterei                 | 18.432 |
| Arminia Bielefeld      | Bielefeld               | Schüco Arena                   | 27.300 |
| Eintracht Braunschweig | Brunswick               | Eintracht-Stadion              | 25.540 |
| Greuther Fürth         | Fürth                   | Sportpark Ronhof Thomas Sommer | 18.000 |
| Karlsruher             | Karlsruhe               | Wildparkstadion                | 32.306 |
| Sandhausen             | Sandhausen              | Hardtwaldstadion               | 12.100 |
| Bochum                 | Bochum                  | Vonovia Ruhrstadion            | 30.748 |
| Hannover 96            | Hannover                | HDI-Arena                      | 49.000 |
| St. Pauli              | Hamburgo                | Millerntor-Stadion             | 29.546 |
| Núremberg              | Núremberg               | Stadion Nürnberg               | 46.780 |
| Dinamo Dresde          | Dresde                  | DDV-Stadiom                    | 32.066 |
| Erzgebirge Aue         | Aue                     | Sparkassen-Erzgebirgsstadion   | 16.000 |
| Fortuna Düsseldorf     | Düsseldorf              | ESPRIT arena                   | 54.600 |
| TSV 1860 Múnich        | Múnich                  | Allianz Arena                  | 69.901 |
| VfB Stuttgart          | Stuttgart               | Mercedes-Benz Arena            | 60.441 |
| Würzburger Kickers     | Wurzburgo               | Flyeralarm-Arena               | 14.500 |

### Equipos porLänder
| Región                      | N.º | Equipos                                                     |
| --------------------------- | --- | ----------------------------------------------------------- |
| Baden-Württemberg           | 4   | Heidenheim, VfB Stuttgart, Karlsruher y Sandhausen          |
| Baviera                     | 4   | 1860 Múnich, Greuther Fürth, Núremberg y Würzburger Kickers |
| Renania del Norte-Westfalia | 3   | Arminia Bielefeld, Bochum y Fortuna Düsseldorf              |
| Baja Sajonia                | 2   | Eintracht Braunschweig y Hannover 96                        |
| Sajonia                     | 2   | Dinamo Dresde y Erzgebirge Aue                              |
| Berlín                      | 1   | Union Berlín                                                |
| Hamburgo                    | 1   | St. Pauli                                                   |
| Renania-Palatinado          | 1   | Kaiserslautern                                              |

## Clasificación
- Actualizado el 24 de mayo de 2017

|  |     | Equipo                 | PJ | PG | PE | PP | GF | GC | Dif. | Pts. |
|  | --- | ---------------------- | -- | -- | -- | -- | -- | -- | ---- | ---- |
|  | 1.  | VfB Stuttgart          | 34 | 21 | 6  | 7  | 63 | 37 | +26  | 69   |
|  | 2.  | Hannover 96            | 34 | 19 | 10 | 5  | 51 | 32 | +19  | 67   |
|  | 3.  | Eintracht Braunschweig | 34 | 19 | 9  | 6  | 50 | 36 | +14  | 66   |
|  | 4.  | Union Berlín           | 34 | 18 | 6  | 10 | 51 | 39 | +12  | 60   |
|  | 5.  | Dinamo Dresde          | 34 | 13 | 11 | 10 | 53 | 46 | +7   | 50   |
|  | 6.  | Heidenheim             | 34 | 12 | 10 | 12 | 43 | 39 | +4   | 46   |
|  | 7.  | St. Pauli              | 34 | 12 | 9  | 13 | 39 | 35 | +4   | 45   |
|  | 8.  | Greuther Fürth         | 34 | 12 | 9  | 13 | 33 | 40 | -7   | 45   |
|  | 9.  | Bochum                 | 34 | 10 | 14 | 10 | 42 | 47 | -5   | 44   |
|  | 10. | Sandhausen             | 34 | 10 | 12 | 12 | 41 | 36 | +5   | 42   |
|  | 11. | Fortuna Düsseldorf     | 34 | 10 | 12 | 12 | 37 | 39 | -2   | 42   |
|  | 12. | Núremberg              | 34 | 12 | 6  | 16 | 46 | 52 | -6   | 42   |
|  | 13. | Kaiserslautern         | 34 | 10 | 11 | 13 | 29 | 33 | -4   | 41   |
|  | 14. | Erzgebirge Aue         | 34 | 10 | 9  | 15 | 37 | 52 | -15  | 39   |
|  | 15. | Arminia Bielefeld      | 34 | 8  | 13 | 13 | 50 | 54 | -4   | 37   |
|  | 16. | 1860 Múnich            | 34 | 10 | 6  | 18 | 37 | 47 | -10  | 36   |
|  | 17. | Würzburger Kickers     | 34 | 7  | 13 | 14 | 32 | 41 | -9   | 34   |
|  | 18. | Karlsruher             | 34 | 5  | 10 | 19 | 27 | 56 | -29  | 25   |

| Leyenda |                                               |
|         | Asciende a 1. Bundesliga 2017-18.             |
|         | Promoción de ascenso a 1. Bundesliga 2017-18. |
|         | Promoción de descenso a 3. Liga 2017-18.      |
|         | Desciende a 3. Liga 2017-18.                  |

## Evolución de las posiciones
- Actualizado el 25 de mayo de 2017.

| Equipo / Jornada       | 1  | 2  | 3  | 4  | 5  | 6  | 7  | 8  | 9  | 10 | 11 | 12 | 13 | 14 | 15 | 16 | 17 | 18 | 19 | 20 | 21 | 22 | 23 | 24 | 25 | 26 | 27 | 28 | 29 | 30 | 31 | 32 | 33 | 34 |
| Equipo / Jornada       |    |    |    |    |    |    |    |    |    |    |    |    |    |    |    |    |    |    |    |    |    |    |    |    |    |    |    |    |    |    |    |    |    |    |
| ---------------------- | -- | -- | -- | -- | -- | -- | -- | -- | -- | -- | -- | -- | -- | -- | -- | -- | -- | -- | -- | -- | -- | -- | -- | -- | -- | -- | -- | -- | -- | -- | -- | -- | -- | -- |
| Stuttgart              | 4  | 7  | 3  | 9  | 4  | 2  | 5  | 3  | 6  | 4  | 2  | 2  | 2  | 2  | 1  | 2  | 3  | 3  | 1  | 1  | 1  | 1  | 1  | 1  | 2  | 1  | 2  | 1  | 1  | 1  | 1  | 1  | 1  | 1  |
| Hannover 96            | 1  | 1  | 2  | 3  | 6  | 4  | 3  | 2  | 3  | 5  | 3  | 4  | 3  | 3  | 3  | 3  | 2  | 1  | 2  | 2  | 2  | 2  | 3  | 3  | 4  | 4  | 1  | 3  | 2  | 3  | 3  | 3  | 2  | 2  |
| Eintracht Braunschweig | 3  | 2  | 1  | 1  | 1  | 1  | 1  | 1  | 1  | 1  | 1  | 1  | 1  | 1  | 2  | 1  | 1  | 2  | 3  | 3  | 4  | 4  | 4  | 4  | 3  | 2  | 3  | 2  | 4  | 2  | 2  | 2  | 3  | 3  |
| Union Berlín           | 13 | 13 | 13 | 10 | 5  | 3  | 2  | 6  | 5  | 2  | 4  | 5  | 7  | 5  | 4  | 5  | 5  | 4  | 4  | 4  | 3  | 3  | 2  | 2  | 1  | 3  | 4  | 4  | 3  | 4  | 4  | 4  | 4  | 4  |
| Dinamo Dresde          | 9  | 10 | 6  | 2  | 8  | 11 | 10 | 11 | 9  | 10 | 8  | 8  | 6  | 7  | 7  | 6  | 7  | 5  | 5  | 6  | 6  | 5  | 5  | 5  | 5  | 5  | 5  | 5  | 5  | 5  | 5  | 5  | 5  | 5  |
| Heidenheim             | 6  | 5  | 9  | 5  | 3  | 5  | 4  | 4  | 2  | 3  | 6  | 3  | 4  | 4  | 5  | 4  | 4  | 6  | 7  | 5  | 5  | 6  | 6  | 6  | 7  | 7  | 7  | 7  | 7  | 7  | 7  | 10 | 8  | 6  |
| St. Pauli              | 14 | 18 | 18 | 14 | 14 | 14 | 15 | 18 | 18 | 18 | 18 | 18 | 18 | 18 | 18 | 18 | 18 | 18 | 18 | 16 | 16 | 15 | 15 | 15 | 15 | 16 | 17 | 17 | 14 | 11 | 11 | 8  | 9  | 7  |
| Greuther Fürth         | 5  | 9  | 4  | 7  | 10 | 7  | 7  | 8  | 11 | 13 | 15 | 13 | 13 | 13 | 10 | 12 | 12 | 12 | 11 | 11 | 10 | 11 | 7  | 7  | 6  | 6  | 6  | 6  | 6  | 6  | 6  | 6  | 6  | 8  |
| Bochum                 | 2  | 3  | 5  | 11 | 7  | 10 | 9  | 7  | 8  | 11 | 9  | 11 | 11 | 11 | 13 | 11 | 11 | 11 | 12 | 13 | 13 | 10 | 12 | 11 | 11 | 11 | 11 | 11 | 9  | 10 | 8  | 9  | 7  | 9  |
| Sandhausen             | 8  | 16 | 17 | 12 | 13 | 13 | 14 | 10 | 12 | 9  | 11 | 10 | 9  | 9  | 9  | 9  | 10 | 8  | 6  | 7  | 7  | 7  | 8  | 8  | 9  | 9  | 9  | 9  | 10 | 9  | 10 | 11 | 11 | 10 |
| Fortuna Düsseldorf     | 7  | 4  | 7  | 8  | 12 | 8  | 8  | 9  | 7  | 7  | 5  | 7  | 5  | 6  | 6  | 7  | 8  | 9  | 10 | 10 | 12 | 12 | 9  | 10 | 8  | 10 | 10 | 10 | 11 | 12 | 14 | 13 | 12 | 11 |
| Núremberg              | 10 | 11 | 16 | 17 | 17 | 18 | 16 | 13 | 10 | 8  | 10 | 9  | 10 | 10 | 11 | 10 | 9  | 10 | 9  | 8  | 8  | 9  | 11 | 9  | 10 | 8  | 8  | 8  | 8  | 8  | 9  | 7  | 10 | 12 |
| Kaiserslautern         | 18 | 17 | 15 | 18 | 18 | 15 | 17 | 16 | 16 | 15 | 12 | 12 | 12 | 12 | 12 | 13 | 13 | 14 | 13 | 12 | 11 | 13 | 13 | 13 | 14 | 14 | 14 | 13 | 15 | 13 | 12 | 12 | 14 | 13 |
| Erzgebirge Aue         | 17 | 6  | 11 | 13 | 11 | 12 | 12 | 15 | 13 | 14 | 16 | 16 | 17 | 17 | 17 | 17 | 17 | 16 | 17 | 18 | 18 | 18 | 18 | 16 | 17 | 15 | 15 | 15 | 16 | 16 | 13 | 15 | 13 | 14 |
| Arminia Bielefeld      | 11 | 15 | 14 | 16 | 16 | 16 | 18 | 17 | 17 | 17 | 17 | 17 | 15 | 16 | 15 | 15 | 16 | 17 | 16 | 17 | 17 | 16 | 17 | 18 | 16 | 17 | 16 | 16 | 17 | 17 | 17 | 17 | 15 | 15 |
| 1860 Múnich            | 16 | 8  | 10 | 6  | 9  | 9  | 11 | 14 | 14 | 16 | 13 | 14 | 14 | 14 | 14 | 14 | 14 | 13 | 14 | 14 | 14 | 14 | 14 | 14 | 13 | 12 | 12 | 14 | 12 | 15 | 16 | 14 | 16 | 16 |
| Würzburger Kickers     | 15 | 14 | 8  | 4  | 2  | 6  | 6  | 5  | 4  | 6  | 7  | 6  | 8  | 8  | 8  | 8  | 6  | 7  | 8  | 9  | 9  | 8  | 10 | 12 | 12 | 13 | 13 | 12 | 13 | 14 | 15 | 16 | 17 | 17 |
| Karlsruher             | 12 | 12 | 12 | 15 | 15 | 17 | 13 | 12 | 15 | 12 | 14 | 15 | 16 | 15 | 16 | 16 | 15 | 15 | 15 | 15 | 15 | 17 | 16 | 17 | 18 | 18 | 18 | 18 | 18 | 18 | 18 | 18 | 18 | 18 |

## Resultados
- Los horarios corresponden al huso horario de Alemania (Hora central europea): UTC+1 en horario estándar y UTC+2 en horario de verano

### Primera vuelta
| Kaiserslautern         | 0 - 4 | Hannover 96        | Fritz-Walter-Stadion | 5 de agosto | 20:30 |
| Bochum                 | 2 - 1 | Union Berlín       | Vonovia Ruhrstadion  | 6 de agosto | 13:00 |
| Sandhausen             | 2 - 2 | Fortuna Düsseldorf | Hardtwaldstadion     | 6 de agosto | 15:30 |
| Dinamo Dresde          | 1 - 1 | Núremberg          | DDV-Stadiom          | 6 de agosto | 15:30 |
| Greuther Fürth         | 1 - 0 | 1860 Múnich        | Sportpark Ronhof     | 7 de agosto | 13:30 |
| Eintracht Braunschweig | 2 - 1 | Würzburger Kickers | Eintracht-Stadion    | 7 de agosto | 15:30 |
| Heidenheim             | 1 - 0 | Erzgebirge Aue     | Voith-Arena          | 7 de agosto | 15:30 |
| Arminia Bielefeld      | 0 - 0 | Karlsruher         | Schüco Arena         | 7 de agosto | 15:30 |
| Stuttgart              | 2 - 1 | St. Pauli          | Mercedes-Benz Arena  | 8 de agosto | 20:15 |

| Núremberg          | 1 - 1 | Heidenheim             | Stadion Nürnberg             | 12 de agosto | 18:30 |
| Erzgebirge Aue     | 2 - 0 | Sandhausen             | Sparkassen-Erzgebirgsstadion | 12 de agosto | 18:30 |
| Fortuna Düsseldorf | 1 - 0 | Stuttgart              | ESPRIT arena                 | 12 de agosto | 20:30 |
| Karlsruher         | 1 - 1 | Bochum                 | Wildparkstadion              | 13 de agosto | 13:00 |
| St. Pauli          | 0 - 2 | Eintracht Braunschweig | Millerntor-Stadion           | 13 de agosto | 15:30 |
| Hannover 96        | 3 - 1 | Greuther Fürth         | HDI-Arena                    | 14 de agosto | 13:30 |
| 1860 Múnich        | 1 - 0 | Arminia Bielefeld      | Allianz Arena                | 14 de agosto | 15:30 |
| Würzburger Kickers | 1 - 1 | Kaiserslautern         | Flyeralarm-Arena             | 14 de agosto | 15:30 |
| Union Berlín       | 2 - 2 | Dinamo Dresde          | Alte Försterei               | 15 de agosto | 20:15 |

| Bochum                 | 1 - 1 | Hannover 96        | Vonovia Ruhrstadion  | 26 de agosto | 18:30 |
| Heidenhiem             | 1 - 2 | Würzburger Kickers | Voith-Arena          | 26 de agosto | 18:30 |
| Sandhausen             | 1 - 2 | Stuttgart          | Hardtwaldstadion     | 26 de agosto | 18:30 |
| Karlsruher             | 0 - 0 | 1860 Múnich        | Wildparkstadion      | 27 de agosto | 13:00 |
| Greuther Fürth         | 3 - 2 | Erzgebirge Aue     | Sportpark Ronhof     | 27 de agosto | 13:00 |
| Eintracht Braunschweig | 6 - 1 | Núremberg          | Eintracht-Stadion    | 28 de agosto | 13:30 |
| Arminia Bielefeld      | 4 - 4 | Union Berlín       | Schüco Arena         | 28 de agosto | 13:30 |
| Dinamo Dresde          | 1 - 0 | St. Pauli          | DDV-Stadiom          | 28 de agosto | 13:30 |
| Kaiserslautern         | 0 - 0 | Fortuna Düsseldorf | Fritz-Walter-Stadion | 29 de agosto | 20:15 |

| Stuttgart          | 1 - 2 | Heidenheim             | Mercedes-Benz Arena          | 9 de septiembre  | 18:30 |
| Erzgebirge Aue     | 0 - 2 | Eintracht Braunschweig | Sparkassen-Erzgebirgsstadion | 9 de septiembre  | 18:30 |
| Würzburger Kickers | 2 - 0 | Bochum                 | Flyeralarm-Arena             | 9 de septiembre  | 18:30 |
| St. Pauli          | 2 - 1 | Arminia Bielefeld      | Millerntor-Stadion           | 10 de septiembre | 13:00 |
| Union Berlín       | 4 - 0 | Karlsruher             | Alte Försterei               | 10 de septiembre | 13:00 |
| Hannover 96        | 0 - 2 | Dinamo Dresde          | HDI-Arena                    | 11 de septiembre | 13:30 |
| Sandhausen         | 2 - 0 | Kaiserslautern         | Hardtwaldstadion             | 11 de septiembre | 13:30 |
| Fortuna Düsseldorf | 1 - 1 | Greuther Fürth         | ESPRIT arena                 | 11 de septiembre | 13:30 |
| Núremberg          | 1 - 2 | 1860 Múnich            | Stadion Nürnberg             | 12 de septiembre | 20:15 |

| Bochum                 | 5 - 4 | Núremberg          | Vonovia Ruhrstadion  | 16 de septiembre | 18:30 |
| Greuther Fürth         | 0 - 3 | Würzburger Kickers | Sportpark Ronhof     | 16 de septiembre | 18:30 |
| 1860 Múnich            | 1 - 2 | Union Berlín       | Allianz Arena        | 16 de septiembre | 18:30 |
| Eintracht Braunschweig | 2 - 1 | Sandhausen         | Eintracht-Stadion    | 17 de septiembre | 13:00 |
| Kaiserslautern         | 0 - 1 | Stuttgart          | Fritz-Walter-Stadion | 17 de septiembre | 13:00 |
| Heidenheim             | 2 - 0 | Fortuna Düsseldorf | Voith-Arena          | 17 de septiembre | 13:00 |
| Karlsruher             | 1 - 1 | St. Pauli          | Wildparkstadion      | 18 de septiembre | 13:30 |
| Arminia Bielefeld      | 3 - 3 | Hannover 96        | Schüco Arena         | 18 de septiembre | 13:30 |
| Dinamo Dresde          | 0 - 3 | Erzgebirge Aue     | DDV-Stadiom          | 18 de septiembre | 13:30 |

| Stuttgart          | 2 - 0 | Eintracht Braunschweig | Mercedes-Benz Arena          | 20 de septiembre | 17:30 |
| Núremberg          | 1 - 2 | Greuther Fürth         | Stadion Nürnberg             | 20 de septiembre | 17:30 |
| Sandhausen         | 0 - 0 | Heidenheim             | Hardtwaldstadion             | 20 de septiembre | 17:30 |
| Fortuna Düsseldorf | 3 - 0 | Bochum                 | ESPRIT arena                 | 20 de septiembre | 17:30 |
| Hannover 96        | 1 - 0 | Karlsruher             | HDI-Arena                    | 21 de septiembre | 17:30 |
| Kaiserslautern     | 3 - 0 | Dinamo Dresde          | Fritz-Walter-Stadion         | 21 de septiembre | 17:30 |
| Erzgebirge Aue     | 1 - 1 | Arminia Bielefeld      | Sparkassen-Erzgebirgsstadion | 21 de septiembre | 17:30 |
| Würzburger Kickers | 0 - 1 | Union Berlín           | Flyeralarm-Arena             | 21 de septiembre | 17:30 |
| St. Pauli          | 2 - 2 | 1860 Múnich            | Millerntor-Stadion           | 22 de septiembre | 20:15 |

| Bochum                 | 1 - 1 | Stuttgart          | Vonovia Ruhrstadion | 23 de septiembre | 18:30 |
| Eintracht Braunschweig | 2 - 1 | Fortuna Düsseldorf | Eintracht-Stadion   | 23 de septiembre | 18:30 |
| Greuther Fürth         | 1 - 1 | Sandhausen         | Sportpark Ronhof    | 23 de septiembre | 18:30 |
| Karlsruher             | 2 - 0 | Erzgebirge Aue     | Wildparkstadion     | 24 de septiembre | 13:00 |
| Heidenheim             | 3 - 0 | Kaiserslautern     | Voith-Arena         | 24 de septiembre | 13:00 |
| Arminia Bielefeld      | 1 - 3 | Núremberg          | Schüco Arena        | 25 de septiembre | 13:30 |
| 1860 Múnich            | 0 - 2 | Hannover 96        | Allianz Arena       | 25 de septiembre | 13:30 |
| Dinamo Dresde          | 2 - 2 | Würzburger Kickers | DDV-Stadiom         | 25 de septiembre | 13:30 |
| Union Berlín           | 2 - 0 | St. Pauli          | Alte Försterei      | 26 de septiembre | 20:15 |

| Núremberg          | 2 - 0 | Union Berlín           | Stadion Nürnberg             | 30 de septiembre | 18:30 |
| Sandhausen         | 2 - 0 | Dinamo Dresde          | Hardtwaldstadion             | 30 de septiembre | 18:30 |
| Erzgebirge Aue     | 2 - 4 | Bochum                 | Sparkassen-Erzgebirgsstadion | 30 de septiembre | 18:30 |
| Hannover 96        | 2 - 0 | St. Pauli              | HDI-Arena                    | 1 de octubre     | 13:00 |
| Fortuna Düsseldorf | 1 - 1 | Karlsruher             | ESPRIT arena                 | 1 de octubre     | 13:00 |
| Kaiserslautern     | 0 - 0 | Arminia Bielefeld      | Fritz-Walter-Stadion         | 2 de octubre     | 13:30 |
| Heidenheim         | 1 - 1 | Eintracht Braunschweig | Voith-Arena                  | 2 de octubre     | 13:30 |
| Würzburger Kickers | 2 - 0 | 1860 Múnich            | Flyeralarm-Arena             | 2 de octubre     | 13:30 |
| Stuttgart          | 4 - 0 | Greuther Fürth         | Mercedes-Benz Arena          | 3 de octubre     | 20:15 |

| St. Pauli              | 1 - 2 | Erzgebirge Aue     | Millerntor-Stadion  | 14 de octubre | 18:30 |
| Bochum                 | 2 - 2 | Sandhausen         | Vonovia Ruhrstadion | 14 de octubre | 18:30 |
| Arminia Bielefeld      | 0 - 1 | Würzburger Kickers | Schüco Arena        | 14 de octubre | 18:30 |
| Greuther Fürth         | 0 - 2 | Heidenheim         | Sportpark Ronhof    | 15 de octubre | 13:00 |
| Dinamo Dresde          | 5 - 0 | Stuttgart          | DDV-Stadiom         | 15 de octubre | 13:00 |
| Union Berlín           | 2 - 1 | Hannover 96        | Alte Försterei      | 16 de octubre | 13:30 |
| Karlsruher             | 0 - 3 | Núremberg          | Wildparkstadion     | 16 de octubre | 13:30 |
| 1860 Múnich            | 1 - 3 | Fortuna Düsseldorf | Allianz Arena       | 16 de octubre | 13:30 |
| Eintracht Braunschweig | 1 - 0 | Kaiserslautern     | Eintracht-Stadion   | 17 de octubre | 20:15 |

| Stuttgart              | 2 - 1 | 1860 Múnich       | Mercedes-Benz Arena          | 21 de octubre | 18:30 |
| Fortuna Düsseldorf     | 4 - 0 | Arminia Bielefeld | ESPRIT arena                 | 21 de octubre | 18:30 |
| Würzburger Kickers     | 0 - 2 | Karlsruher        | Flyeralarm-Arena             | 21 de octubre | 18:30 |
| Heidenheim             | 0 - 0 | Dinamo Dresde     | Voith-Arena                  | 22 de octubre | 13:00 |
| Sandhausen             | 3 - 0 | St. Pauli         | Hardtwaldstadion             | 22 de octubre | 13:00 |
| Núremberg              | 2 - 0 | Hannover 96       | Stadion Nürnberg             | 23 de octubre | 13:30 |
| Eintracht Braunschweig | 1 - 0 | Greuther Fürth    | Eintracht-Stadion            | 23 de octubre | 13:30 |
| Erzgebirge Aue         | 1 - 3 | Union Berlín      | Sparkassen-Erzgebirgsstadion | 23 de octubre | 13:30 |
| Kaiserslautern         | 3 - 0 | Bochum            | Fritz-Walter-Stadion         | 24 de octubre | 20:15 |

| Arminia Bielefeld | 1 - 0 | Sandhausen             | Schüco Arena        | 28 de octubre | 18:30 |
| 1860 Múnich       | 6 - 2 | Erzgebirge Aue         | Allianz Arena       | 28 de octubre | 18:30 |
| Dinamo Dresde     | 3 - 2 | Eintracht Braunschweig | DDV-Stadiom         | 28 de octubre | 18:30 |
| Union Berlín      | 0 - 1 | Fortuna Düsseldorf     | Alte Försterei      | 29 de octubre | 13:00 |
| Greuther Fürth    | 0 - 1 | Kaiserslautern         | Sportpark Ronhof    | 29 de octubre | 13:00 |
| Hannover 96       | 3 - 1 | Würzburger Kickers     | HDI-Arena           | 30 de octubre | 13:30 |
| Bochum            | 2 - 1 | Heidenheim             | Vonovia Ruhrstadion | 30 de octubre | 13:30 |
| Karlsruher        | 1 - 3 | Stuttgart              | Wildparkstadion     | 30 de octubre | 13:30 |
| St. Pauli         | 1 - 1 | Núremberg              | Millerntor-Stadion  | 31 de octubre | 20:15 |

| Heidenheim             | 2 - 1 | Karlsruher        | Voith-Arena                  | 4 de noviembre | 18:30 |
| Fortuna Düsseldorf     | 0 - 3 | Dinamo Dresde     | ESPRIT arena                 | 4 de noviembre | 18:30 |
| Erzgebirge Aue         | 1 - 2 | Núremberg         | Sparkassen-Erzgebirgsstadion | 4 de noviembre | 18:30 |
| Greuther Fürth         | 2 - 1 | Bochum            | Sportpark Ronhof             | 5 de noviembre | 13:00 |
| Kaiserslautern         | 1 - 0 | Union Berlín      | Fritz-Walter-Stadion         | 5 de noviembre | 13:00 |
| Stuttgart              | 3 - 1 | Arminia Bielefeld | Mercedes-Benz Arena          | 6 de noviembre | 13:30 |
| Eintracht Braunschweig | 2 - 2 | Hannover 96       | Eintracht-Stadion            | 6 de noviembre | 13:30 |
| Sandhausen             | 3 - 2 | 1860 Múnich       | Hardtwaldstadion             | 6 de noviembre | 13:30 |
| Würzburger Kickers     | 1 - 0 | St. Pauli         | Flyeralarm-Arena             | 7 de noviembre | 20:15 |

| Núremberg         | 2 - 2 | Würzburger Kickers     | Stadion Nürnberg    | 18 de noviembre | 18:30 |
| Bochum            | 1 - 1 | Eintracht Braunschweig | Vonovia Ruhrstadion | 18 de noviembre | 18:30 |
| Arminia Bielefeld | 2 - 1 | Heidenheim             | Schüco Arena        | 18 de noviembre | 18:30 |
| Hannover 96       | 2 - 0 | Erzgebirge Aue         | HDI-Arena           | 19 de noviembre | 13:00 |
| Karlsruher        | 1 - 3 | Sandhausen             | Wildparkstadion     | 19 de noviembre | 13:00 |
| St. Pauli         | 0 - 1 | Fortuna Düsseldorf     | Millerntor-Stadion  | 20 de noviembre | 13:30 |
| Union Berlín      | 1 - 1 | Stuttgart              | Alte Försterei      | 20 de noviembre | 13:30 |
| Dinamo Dresde     | 2 - 1 | Greuther Fürth         | DDV-Stadiom         | 20 de noviembre | 13:30 |
| 1860 Múnich       | 1 - 1 | Kaiserslautern         | Allianz Arena       | 21 de noviembre | 20:15 |

| Greuther Fürth         | 2 - 1 | Arminia Bielefeld | Sportpark Ronhof     | 25 de noviembre | 18:30 |
| Fortuna Düsseldorf     | 2 - 2 | Hannover 96       | ESPRIT arena         | 25 de noviembre | 18:30 |
| Würzburger Kickers     | 1 - 1 | Erzgebirge Aue    | Flyeralarm-Arena     | 25 de noviembre | 18:30 |
| Heidenheim             | 2 - 0 | St. Pauli         | Voith-Arena          | 26 de noviembre | 13:00 |
| Dinamo Dresde          | 2 - 2 | Bochum            | DDV-Stadiom          | 26 de noviembre | 13:00 |
| Eintracht Braunschweig | 2 - 1 | 1860 Múnich       | Eintracht-Stadion    | 27 de noviembre | 13:30 |
| Kaiserslautern         | 0 - 0 | Karlsruher        | Fritz-Walter-Stadion | 27 de noviembre | 13:30 |
| Sandhausen             | 0 - 1 | Union Berlín      | Hardtwaldstadion     | 27 de noviembre | 13:30 |
| Stuttgart              | 3 - 1 | Núremberg         | Mercedes-Benz Arena  | 28 de noviembre | 20:15 |

| Hannover 96        | 3 - 2 | Heidenheim             | HDI-Arena                    | 2 de diciembre | 18:30 |
| St. Pauli          | 0 - 0 | Kaiserslautern         | Millerntor-Stadion           | 2 de diciembre | 18:30 |
| Karlsruher         | 1 - 2 | Greuther Fürth         | Wildparkstadion              | 2 de diciembre | 18:30 |
| Núremberg          | 1 - 3 | Sandhausen             | Stadion Nürnberg             | 3 de diciembre | 13:00 |
| 1860 Múnich        | 1 - 0 | Dinamo Dresde          | Allianz Arena                | 3 de diciembre | 13:00 |
| Arminia Bielefeld  | 1 - 0 | Bochum                 | Schüco Arena                 | 4 de diciembre | 13:30 |
| Erzgebirge Aue     | 0 - 4 | Stuttgart              | Sparkassen-Erzgebirgsstadion | 4 de diciembre | 13:30 |
| Würzburger Kickers | 0 - 0 | Fortuna Düsseldorf     | Flyeralarm-Arena             | 4 de diciembre | 13:30 |
| Union Berlín       | 2 - 0 | Eintracht Braunschweig | Alte Försterei               | 5 de diciembre | 20:15 |

| Heidenheim             | 3 - 0 | Union Berlín       | Voith-Arena          | 9 de diciembre  | 18:30 |
| Fortuna Düsseldorf     | 0 - 2 | Núremberg          | ESPRIT arena         | 9 de diciembre  | 18:30 |
| Dinamo Dresde          | 0 - 0 | Karlsruher         | DDV-Stadiom          | 9 de diciembre  | 18:30 |
| Bochum                 | 1 - 0 | 1860 Múnich        | Vonovia Ruhrstadion  | 10 de diciembre | 13:00 |
| Kaiserslautern         | 0 - 0 | Erzgebirge Aue     | Fritz-Walter-Stadion | 10 de diciembre | 13:00 |
| Eintracht Braunschweig | 3 - 2 | Arminia Bielefeld  | Eintracht-Stadion    | 11 de diciembre | 13:30 |
| Greuther Fürth         | 0 - 2 | St. Pauli          | Sportpark Ronhof     | 11 de diciembre | 13:30 |
| Sandhausen             | 0 - 0 | Würzburger Kickers | Hardtwaldstadion     | 11 de diciembre | 13:30 |
| Stuttgart              | 1 - 2 | Hannover 96        | Mercedes-Benz Arena  | 12 de diciembre | 20:15 |

| Union Berlín       | 1 - 1 | Greuther Fürth         | Alte Försterei               | 16 de diciembre | 18:30 |
| 1860 Múnich        | 1 - 1 | Heidenheim             | Allianz Arena                | 16 de diciembre | 18:30 |
| Erzgebirge Aue     | 0 - 0 | Fortuna Düsseldorf     | Sparkassen-Erzgebirgsstadion | 16 de diciembre | 18:30 |
| St. Pauli          | 1 - 1 | Bochum                 | Millerntor-Stadion           | 17 de diciembre | 13:00 |
| Karlsruher         | 0 - 0 | Eintracht Braunschweig | Wildparkstadion              | 17 de diciembre | 13:00 |
| Hannover 96        | 0 - 0 | Sandhausen             | HDI-Arena                    | 18 de diciembre | 13:30 |
| Arminia Bielefeld  | 1 - 2 | Dinamo Dresde          | Schüco Arena                 | 18 de diciembre | 13:30 |
| Würzburger Kickers | 3 - 0 | Stuttgart              | Flyeralarm-Arena             | 18 de diciembre | 13:30 |
| Núremberg          | 2 - 1 | Kaiserslautern         | Stadion Nürnberg             | 19 de diciembre | 20:15 |

### Segunda vuelta
| Union Berlín       | 2 - 1 | Bochum                 | Alte Försterei               | 27 de enero | 18:30 |
| Fortuna Düsseldorf | 0 - 3 | Sandhausen             | ESPRIT arena                 | 27 de enero | 18:30 |
| 1860 Múnich        | 2 - 1 | Greuther Fürth         | Allianz Arena                | 27 de enero | 18:30 |
| Erzgebirge Aue     | 2 - 1 | Heidenheim             | Sparkassen-Erzgebirgsstadion | 28 de enero | 13:00 |
| Würzburger Kickers | 1 - 1 | Eintracht Braunschweig | Flyeralarm-Arena             | 28 de enero | 13:00 |
| Núremberg          | 1 - 2 | Dinamo Dresde          | Stadion Nürnberg             | 29 de enero | 13:30 |
| St. Pauli          | 0 - 1 | Stuttgart              | Millerntor-Stadion           | 29 de enero | 13:30 |
| Karlsruher         | 3 - 2 | Arminia Bielefeld      | Wildparkstadion              | 29 de enero | 13:30 |
| Hannover 96        | 1 - 0 | Kaiserslautern         | HDI-Arena                    | 30 de enero | 20:15 |

| Greuther Fürth         | 4 - 1 | Hannover 96        | Sportpark Ronhof     | 3 de febrero | 18:30 |
| Kaiserslautern         | 1 - 0 | Würzburger Kickers | Fritz-Walter-Stadion | 3 de febrero | 18:30 |
| Arminia Bielefeld      | 2 - 1 | 1860 Múnich        | Schüco Arena         | 3 de febrero | 18:30 |
| Heidenheim             | 2 - 3 | Núremberg          | Voith-Arena          | 4 de febrero | 13:00 |
| Sandhausen             | 2 - 0 | Erzgebirge Aue     | Hardtwaldstadion     | 4 de febrero | 13:00 |
| Bochum                 | 1 - 1 | Karlsruher         | Vonovia Ruhrstadion  | 5 de febrero | 13:30 |
| Eintracht Braunschweig | 1 - 2 | St. Pauli          | Eintracht-Stadion    | 5 de febrero | 13:30 |
| Dinamo Dresde          | 0 - 0 | Union Berlín       | DDV-Stadiom          | 5 de febrero | 13:30 |
| Stuttgart              | 2 - 0 | Fortuna Düsseldorf | Mercedes-Benz Arena  | 6 de febrero | 20:15 |

| Núremberg          | 1 - 1 | Eintracht Braunschweig | Stadion Nürnberg             | 10 de febrero | 18:30 |
| Fortuna Düsseldorf | 1 - 1 | Kaiserslautern         | ESPRIT arena                 | 10 de febrero | 18:30 |
| Erzgebirge Aue     | 0 - 0 | Greuther Fürth         | Sparkassen-Erzgebirgsstadion | 10 de febrero | 18:30 |
| 1860 Múnich        | 2 - 1 | Karlsruher             | Allianz Arena                | 11 de febrero | 13:00 |
| Würzburger Kickers | 0 - 2 | Heidenheim             | Flyeralarm-Arena             | 11 de febrero | 13:00 |
| Stuttgart          | 2 - 1 | Sandhausen             | Mercedes-Benz Arena          | 12 de febrero | 13:30 |
| St. Pauli          | 2 - 0 | Dinamo Dresde          | Millerntor-Stadion           | 12 de febrero | 13:30 |
| Union Berlín       | 3 - 1 | Arminia Bielefeld      | Alte Försterei               | 12 de febrero | 13:30 |
| Hannover 96        | 2 - 1 | Bochum                 | HDI-Arena                    | 13 de febrero | 20:15 |

| Eintracht Braunschweig | 1 - 1 | Erzgebirge Aue     | Eintracht-Stadion    | 17 de febrero | 18:30 |
| Kaiserslautern         | 3 - 0 | Sandhausen         | Fritz-Walter-Stadion | 17 de febrero | 18:30 |
| Heidenheim             | 1 - 2 | Stuttgart          | Voith-Arena          | 17 de febrero | 18:30 |
| Bochum                 | 2 - 1 | Würzburger Kickers | Vonovia Ruhrstadion  | 18 de febrero | 13:00 |
| Greuther Fürth         | 1 - 0 | Fortuna Düsseldorf | Sportpark Ronhof     | 18 de febrero | 13:00 |
| Karlsruher             | 1 - 2 | Union Berlín       | Wildparkstadion      | 19 de febrero | 13:30 |
| Arminia Bielefeld      | 1 - 1 | St. Pauli          | Schüco Arena         | 19 de febrero | 13:30 |
| Dinamo Dresde          | 1 - 2 | Hannover 96        | DDV-Stadiom          | 19 de febrero | 13:30 |
| 1860 Múnich            | 2 - 0 | Núremberg          | Allianz Arena        | 20 de febrero | 20:15 |

| Union Berlín       | 2 - 0 | 1860 Múnich            | Alte Försterei               | 24 de febrero | 18:30 |
| Sandhausen         | 0 - 1 | Eintracht Braunschweig | Hardtwaldstadion             | 24 de febrero | 18:30 |
| Würzburger Kickers | 1 - 1 | Greuther Fürth         | Flyeralarm-Arena             | 24 de febrero | 18:30 |
| Hannover 96        | 2 - 2 | Arminia Bielefeld      | HDI-Arena                    | 25 de febrero | 13:00 |
| Fortuna Düsseldorf | 0 - 0 | Heidenheim             | ESPRIT arena                 | 25 de febrero | 13:00 |
| Stuttgart          | 2 - 0 | Kaiserslautern         | Mercedes-Benz Arena          | 26 de febrero | 13:30 |
| Núremberg          | 0 - 1 | Bochum                 | Stadion Nürnberg             | 26 de febrero | 13:30 |
| Erzgebirge Aue     | 1 - 4 | Dinamo Dresde          | Sparkassen-Erzgebirgsstadion | 26 de febrero | 13:30 |
| St. Pauli          | 5 - 0 | Karlsruher             | Millerntor-Stadion           | 27 de febrero | 20:15 |

| Bochum                 | 1 - 2 | Fortuna Düsseldorf | Vonovia Ruhrstadion | 3 de marzo | 18:30 |
| Union Berlín           | 2 - 0 | Würzburger Kickers | Alte Försterei      | 3 de marzo | 18:30 |
| Dinamo Dresde          | 3 - 3 | Kaiserslautern     | DDV-Stadiom         | 3 de marzo | 18:30 |
| Karlsruher             | 2 - 0 | Hannover 96        | Wildparkstadion     | 4 de marzo | 13:00 |
| 1860 Múnich            | 1 - 2 | St. Pauli          | Allianz Arena       | 4 de marzo | 13:00 |
| Greuther Fürth         | 1 - 0 | Núremberg          | Sportpark Ronhof    | 5 de marzo | 13:30 |
| Heidenheim             | 2 - 2 | Sandhausen         | Voith-Arena         | 5 de marzo | 13:30 |
| Arminia Bielefeld      | 2 - 2 | Erzgebirge Aue     | Schüco Arena        | 5 de marzo | 13:30 |
| Eintracht Braunschweig | 1 - 1 | Stuttgart          | Eintracht-Stadion   | 6 de marzo | 20:15 |

| Stuttgart          | 1 - 1 | Bochum                 | Mercedes-Benz Arena          | 10 de marzo | 18:30 |
| St. Pauli          | 1 - 2 | Union Berlín           | Millerntor-Stadion           | 10 de marzo | 18:30 |
| Erzgebirge Aue     | 1 - 0 | Karlsruher             | Sparkassen-Erzgebirgsstadion | 10 de marzo | 18:30 |
| Hannover 96        | 1 - 0 | 1860 Múnich            | HDI-Arena                    | 11 de marzo | 13:00 |
| Würzburger Kickers | 0 - 2 | Dinamo Dresde          | Flyeralarm-Arena             | 11 de marzo | 13:00 |
| Núremberg          | 1 - 0 | Arminia Bielefeld      | Stadion Nürnberg             | 12 de marzo | 13:30 |
| Kaiserslautern     | 1 - 1 | Heidenheim             | Fritz-Walter-Stadion         | 12 de marzo | 13:30 |
| Sandhausen         | 1 - 1 | Greuther Fürth         | Hardtwaldstadion             | 12 de marzo | 13:30 |
| Fortuna Düsseldorf | 1 - 2 | Eintracht Braunschweig | ESPRIT arena                 | 13 de marzo | 20:15 |

| Eintracht Braunschweig | 3 - 2 | Heidenheim         | Eintracht-Stadion   | 17 de marzo | 18:30 |
| Arminia Bielefeld      | 2 - 0 | Kaiserslautern     | Schüco Arena        | 17 de marzo | 18:30 |
| 1860 Múnich            | 2 - 1 | Würzburger Kickers | Allianz Arena       | 17 de marzo | 18:30 |
| St. Pauli              | 0 - 0 | Hannover 96        | Millerntor-Stadion  | 18 de marzo | 13:00 |
| Greuther Fürth         | 1 - 0 | Stuttgart          | Sportpark Ronhof    | 18 de marzo | 13:00 |
| Bochum                 | 1 - 1 | Erzgebirge Aue     | Vonovia Ruhrstadion | 19 de marzo | 13:30 |
| Karlsruher             | 0 - 3 | Fortuna Düsseldorf | Wildparkstadion     | 19 de marzo | 13:30 |
| Dinamo Dresde          | 2 - 0 | Sandhausen         | DDV-Stadiom         | 19 de marzo | 13:30 |
| Union Berlín           | 1 - 0 | Núremberg          | Alte Försterei      | 20 de marzo | 20:15 |

| Núremberg          | 2 - 1 | Karlsruher             | Stadion Nürnberg             | 31 de marzo | 18:30 |
| Fortuna Düsseldorf | 0 - 1 | 1860 Múnich            | ESPRIT arena                 | 31 de marzo | 18:30 |
| Erzgebirge Aue     | 1 - 0 | St. Pauli              | Sparkassen-Erzgebirgsstadion | 31 de marzo | 18:30 |
| Hannover 96        | 2 - 0 | Union Berlín           | HDI-Arena                    | 1 de abril  | 13:00 |
| Sandhausen         | 0 - 0 | Bochum                 | Hardtwaldstadion             | 1 de abril  | 13:00 |
| Würzburger Kickers | 1 - 1 | Arminia Bielefeld      | Flyeralarm-Arena             | 1 de abril  | 13:00 |
| Stuttgart          | 3 - 3 | Dinamo Dresde          | Mercedes-Benz Arena          | 2 de abril  | 13:30 |
| Kaiserslautern     | 0 - 1 | Eintracht Braunschweig | Fritz-Walter-Stadion         | 2 de abril  | 13:30 |
| Heidenheim         | 0 - 2 | Greuther Fürth         | Voith-Arena                  | 2 de abril  | 13:30 |

| Hannover 96       | 1 - 0 | Núremberg              | HDI-Arena           | 4 de abril | 17:30 |
| St. Pauli         | 0 - 0 | Sandhausen             | Millerntor-Stadion  | 4 de abril | 17:30 |
| Karlsruher        | 1 - 1 | Würzburger Kickers     | Wildparkstadion     | 4 de abril | 17:30 |
| Arminia Bielefeld | 2 - 1 | Fortuna Düsseldorf     | Schüco Arena        | 4 de abril | 17:30 |
| Bochum            | 0 - 0 | Kaiserslautern         | Vonovia Ruhrstadion | 5 de abril | 17:30 |
| Union Berlín      | 0 - 1 | Erzgebirge Aue         | Alte Försterei      | 5 de abril | 17:30 |
| Greuther Fürth    | 0 - 0 | Eintracht Braunschweig | Sportpark Ronhof    | 5 de abril | 17:30 |
| 1860 Múnich       | 1 - 1 | Stuttgart              | Allianz Arena       | 5 de abril | 17:30 |
| Dinamo Dresde     | 2 - 1 | Heidenheim             | DDV-Stadiom         | 5 de abril | 17:30 |

| Núremberg              | 0 - 2 | St. Pauli         | Stadion Nürnberg             | 7 de abril  | 18:30 |
| Sandhausen             | 1 - 3 | Arminia Bielefeld | Hardtwaldstadion             | 7 de abril  | 18:30 |
| Würzburger Kickers     | 0 - 0 | Hannover 96       | Flyeralarm-Arena             | 7 de abril  | 18:30 |
| Kaiserslautern         | 2 - 0 | Greuther Fürth    | Fritz-Walter-Stadion         | 8 de abril  | 13:00 |
| Heidenheim             | 0 - 0 | Bochum            | Voith-Arena                  | 8 de abril  | 13:00 |
| Stuttgart              | 2 - 0 | Karlsruher        | Mercedes-Benz Arena          | 9 de abril  | 13:30 |
| Fortuna Düsseldorf     | 2 - 2 | Union Berlín      | ESPRIT arena                 | 9 de abril  | 13:30 |
| Erzgebirge Aue         | 3 - 0 | 1860 Múnich       | Sparkassen-Erzgebirgsstadion | 9 de abril  | 13:30 |
| Eintracht Braunschweig | 1 - 0 | Dinamo Dresde     | Eintracht-Stadion            | 10 de abril | 20:15 |

| Hannover 96       | 1 - 0 | Eintracht Braunschweig | HDI-Arena           | 15 de abril | 13:00 |
| Núremberg         | 2 - 1 | Erzgebirge Aue         | Stadion Nürnberg    | 15 de abril | 13:00 |
| St. Pauli         | 1 - 0 | Würzburger Kickers     | Millerntor-Stadion  | 16 de abril | 13:30 |
| Bochum            | 1 - 0 | Greuther Fürth         | Vonovia Ruhrstadion | 16 de abril | 13:30 |
| Union Berlín      | 3 - 1 | Kaiserslautern         | Alte Försterei      | 16 de abril | 13:30 |
| Karlsruher        | 0 - 1 | Heidenheim             | Wildparkstadion     | 16 de abril | 13:30 |
| 1860 Múnich       | 1 - 1 | Sandhausen             | Allianz Arena       | 16 de abril | 13:30 |
| Dinamo Dresde     | 1 - 1 | Fortuna Düsseldorf     | DDV-Stadiom         | 16 de abril | 13:30 |
| Arminia Bielefeld | 2 - 3 | Stuttgart              | Schüco Arena        | 17 de abril | 20:15 |

| Greuther Fürth         | 1 - 0 | Dinamo Dresde     | Sportpark Ronhof             | 21 de abril | 18:30 |
| Kaiserslautern         | 1 - 0 | 1860 Múnich       | Fritz-Walter-Stadion         | 21 de abril | 18:30 |
| Fortuna Düsseldorf     | 1 - 3 | St. Pauli         | ESPRIT arena                 | 21 de abril | 18:30 |
| Heidenheim             | 2 - 2 | Arminia Bielefeld | Voith-Arena                  | 22 de abril | 13:00 |
| Erzgebirge Aue         | 2 - 2 | Hannover 96       | Sparkassen-Erzgebirgsstadion | 22 de abril | 13:00 |
| Eintracht Braunschweig | 2 - 0 | Bochum            | Eintracht-Stadion            | 23 de abril | 13:30 |
| Sandhausen             | 4 - 0 | Karlsruher        | Hardtwaldstadion             | 23 de abril | 13:30 |
| Würzburger Kickers     | 1 - 1 | Núremberg         | Flyeralarm-Arena             | 23 de abril | 13:30 |
| Stuttgart              | 3 - 1 | Union Berlín      | Mercedes-Benz Arena          | 24 de abril | 20:15 |

| St. Pauli         | 3 - 0 | Heidenheim             | Millerntor-Stadion           | 28 de abril | 18:30 |
| Bochum            | 4 - 2 | Dinamo Dresde          | Vonovia Ruhrstadion          | 28 de abril | 18:30 |
| Union Berlín      | 2 - 1 | Sandhausen             | Alte Försterei               | 28 de abril | 18:30 |
| Núremberg         | 2 - 3 | Stuttgart              | Stadion Nürnberg             | 29 de abril | 13:00 |
| Karlsruher        | 1 - 3 | Kaiserslautern         | Wildparkstadion              | 29 de abril | 13:00 |
| Arminia Bielefeld | 1 - 1 | Greuther Fürth         | Schüco Arena                 | 29 de abril | 13:00 |
| Hannover 96       | 1 - 0 | Fortuna Düsseldorf     | HDI-Arena                    | 30 de abril | 13:30 |
| 1860 Múnich       | 0 - 1 | Eintracht Braunschweig | Allianz Arena                | 30 de abril | 13:30 |
| Erzgebirge Aue    | 3 - 1 | Würzburger Kickers     | Sparkassen-Erzgebirgsstadion | 30 de abril | 13:30 |

| Kaiserslautern         | 1 - 2 | St. Pauli          | Fritz-Walter-Stadion | 5 de mayo | 18:30 |
| Heidenheim             | 0 - 2 | Hannover 96        | Voith-Arena          | 5 de mayo | 18:30 |
| Dinamo Dresde          | 1 - 2 | 1860 Múnich        | DDV-Stadiom          | 5 de mayo | 18:30 |
| Sandhausen             | 0 - 1 | Núremberg          | Hardtwaldstadion     | 6 de mayo | 13:00 |
| Fortuna Düsseldorf     | 1 - 1 | Würzburger Kickers | ESPRIT arena         | 6 de mayo | 13:00 |
| Stuttgart              | 3 - 0 | Erzgebirge Aue     | Mercedes-Benz Arena  | 7 de mayo | 13:30 |
| Bochum                 | 1 - 1 | Arminia Bielefeld  | Vonovia Ruhrstadion  | 7 de mayo | 13:30 |
| Greuther Fürth         | 0 - 1 | Karlsruher         | Sportpark Ronhof     | 7 de mayo | 13:30 |
| Eintracht Braunschweig | 3 - 1 | Union Berlín       | Eintracht-Stadion    | 8 de mayo | 20:15 |

| Hannover 96        | 1 - 0 | Stuttgart              | HDI-Arena                    | 14 de mayo | 15:30 |
| Núremberg          | 2 - 3 | Fortuna Düsseldorf     | Stadion Nürnberg             | 14 de mayo | 15:30 |
| St. Pauli          | 1 - 1 | Greuther Fürth         | Millerntor-Stadion           | 14 de mayo | 15:30 |
| Union Berlín       | 0 - 1 | Heidenheim             | Alte Försterei               | 14 de mayo | 15:30 |
| Karlsruher         | 3 - 4 | Dinamo Dresde          | Wildparkstadion              | 14 de mayo | 15:30 |
| Arminia Bielefeld  | 6 - 0 | Eintracht Braunschweig | Schüco Arena                 | 14 de mayo | 15:30 |
| 1860 Múnich        | 1 - 2 | Bochum                 | Allianz Arena                | 14 de mayo | 15:30 |
| Erzgebirge Aue     | 1 - 0 | Kaiserslautern         | Sparkassen-Erzgebirgsstadion | 14 de mayo | 15:30 |
| Würzburger Kickers | 0 - 1 | Sandhausen             | Flyeralarm-Arena             | 14 de mayo | 15:30 |

| Stuttgart              | 4 - 1 | Würzburger Kickers | Mercedes-Benz Arena  | 21 de mayo | 15:30 |
| Bochum                 | 1 - 3 | St. Pauli          | Vonovia Ruhrstadion  | 21 de mayo | 15:30 |
| Eintracht Braunschweig | 2 - 1 | Karlsruher         | Eintracht-Stadion    | 21 de mayo | 15:30 |
| Greuther Fürth         | 1 - 2 | Union Berlín       | Sportpark Ronhof     | 21 de mayo | 15:30 |
| Kaiserslautern         | 1 - 0 | Núremberg          | Fritz-Walter-Stadion | 21 de mayo | 15:30 |
| Heidenheim             | 2 - 1 | 1860 Múnich        | Voith-Arena          | 21 de mayo | 15:30 |
| Sandhausen             | 1 - 1 | Hannover 96        | Hardtwaldstadion     | 21 de mayo | 15:30 |
| Fortuna Düsseldorf     | 1 - 0 | Erzgebirge Aue     | ESPRIT arena         | 21 de mayo | 15:30 |
| Dinamo Dresde          | 1 - 1 | Arminia Bielefeld  | DDV-Stadiom          | 21 de mayo | 15:30 |

### Campeón
|                                                      |
|                                                      |
| VfB Stuttgart 2.° título Asciende a la 1. Bundesliga |
| También asciende Hannover 96 como subcampeón.        |

## Play-offs de ascenso y descenso

### Partido por el ascenso
| 25 de mayo de 2017, 20:30 | Wolfsburgo       | 1:0 (1:0)                     | Eintracht Braunschweig | Volkswagen Arena, Wolfsburgo                                 |                                                              |
|                           | Gómez 35' (pen.) | DFB Reporte Soccerway Reporte |                        | Asistencia: 29 100 espectadores Árbitro(s): Sascha Stegemann | Asistencia: 29 100 espectadores Árbitro(s): Sascha Stegemann |

| 29 de mayo de 2017, 20:30 | Eintracht Braunschweig | 0:1 (0:0)                     | Wolfsburgo    | Eintracht-Stadion, Brunswick                               |                                                            |
|                           |                        | DFB Reporte Soccerway Reporte | Vieirinha 49' | Asistencia: 23 000 espectadores Árbitro(s): Tobias Stieler | Asistencia: 23 000 espectadores Árbitro(s): Tobias Stieler |

- VfL Wolfsburgo ganó en el resultado global con un marcador de 2 - 0, por tanto logró la permanencia en la 1. Bundesliga para la siguiente temporada.

### Partido por el descenso
| 26 de mayo de 2017; 18:00 | Jahn Regensburg | 1:1 (1:0)                     | 1860 Múnich | Continental Arena, Ratisbona                                |                                                             |
|                           | Lais 2'         | DFB Reporte Soccerway Reporte | Neuhaus 78' | Asistencia: 15 224 espectadores Árbitro(s): Patrick Ittrich | Asistencia: 15 224 espectadores Árbitro(s): Patrick Ittrich |

| 30 de mayo de 2017, 18:00 | 1860 Múnich | 0:2 (0:1)                     | Jahn Regensburg      | Allianz Arena, Múnich                                      |                                                            |
|                           |             | DFB Reporte Soccerway Reporte | Pusch 30' · Lais 41' | Asistencia: 62 200 espectadores Árbitro(s): Daniel Siebert | Asistencia: 62 200 espectadores Árbitro(s): Daniel Siebert |

- SSV Jahn Regensburg ganó en el resultado global con un marcador de 3 - 1, por tanto logró el ascenso a la 2. Bundesliga para la siguiente temporada.

## Estadísticas
| Jugador           | Equipo                 | Goles | Partidos | Penalti | Media |
| ----------------- | ---------------------- | ----- | -------- | ------- | ----- |
| Simon Terodde     | VfB Stuttgart          | 25    | 32       | 4       | 0.78  |
| Martin Harnik     | Hannover 96            | 17    | 30       | 3       | 0.56  |
| Stefan Kutschke   | Dinamo Dresde          | 16    | 32       | 2       | 0.5   |
| Aziz Bouhaddouz   | FC St. Pauli           | 15    | 28       | 0       | 0.53  |
| Guido Burgstaller | F.C. Núremberg         | 14    | 16       | 1       | 0.87  |
| Fabian Klos       | Arminia Bielefeld      | 13    | 33       | 3       | 0.39  |
| Dominick Kumbela  | Eintracht Braunschweig | 13    | 33       | 0       | 0.39  |
| Christoffer Nyman | Eintracht Braunschweig | 11    | 31       | 0       | 0.35  |
| Marc Schnatterer  | 1. FC Heidenheim 1846  | 11    | 34       | 5       | 0.32  |
| Serdar Dursun     | SpVgg Greuther Fürth   | 10    | 32       | 0       | 0.31  |

| Jugador            | Equipo                | Asistencias | Partidos |
| ------------------ | --------------------- | ----------- | -------- |
| Marc Schnatterer   | 1. FC Heidenheim 1846 | 11          | 34       |
| Kevin Möhwald      | F.C. Núremberg        | 10          | 29       |
| Ihlas Bebou        | Fortuna Düsseldorf    | 8           | 32       |
| Carlos Mané        | VfB Stuttgart         | 7           | 19       |
| Nejmeddin Daghfous | Würzburger Kickers    | 7           | 29       |
| Daniel Ginczek     | VfB Stuttgart         | 7           | 19       |
| Emiliano Insúa     | VfB Stuttgart         | 7           | 34       |
| Aziz Bouhaddouz    | FC St. Pauli          | 6           | 28       |

| Jugador         | Equipo                 | Amonestaciones | Partidos |
| --------------- | ---------------------- | -------------- | -------- |
| Marcel Gaus     | 1. FC Kaiserslautern   | 11             | 31       |
| Quirin Moll     | Eintracht Braunschweig | 11             | 29       |
| Adam Bodzek     | Fortuna Düsseldorf     | 10             | 27       |
| Stefan Kulovits | SV Sandhausen          | 10             | 29       |
| Kaan Ayhan      | Fortuna Düsseldorf     | 10             | 23       |
| Cenk Şahin      | FC St. Pauli           | 10             | 27       |

| Jugador           | Equipo             | Expulsiones | Partidos |
| ----------------- | ------------------ | ----------- | -------- |
| Salif Sané        | Hannover 96        | 2           | 28       |
| Christian Tiffert | FC Erzgebirge Aue  | 2           | 31       |
| Roberto Punčec    | 1. FC Union Berlin | 2           | 26       |